# ジム・ホーキンズ
ジム・ホーキンズ（Jim Hawkins）は、ロバート・ルイス・スティーヴンソンの小説『宝島』に登場する架空の人物。同作品の主人公であり、語り手である。

## 人物
両親はベンボー提督亭という宿屋を経営している。父親は話の序盤で病死している。ビリー・ボーンズという老船乗りが宿泊していたが、ラム酒の飲みすぎによる脳卒中で死去。ジムと母親はビリーの船員衣類箱の中から悪名高いフリント船長が隠した宝の在りかが書かれた地図を発見した。
ジムは地図の事を父の主治医だったリヴジーと大地主のトレローニーに告げた。彼らは航海日誌と詳細な地図を調べ、トレローニーは船と船員の準備をした。
ヒスパニオラ号は一路宝島へ。船のコックとして現れたのが片足の船乗りジョン・シルバーであった。トレローニーがスカウトした男で、遠めがね屋という居酒屋を経営していた。
航海中ジムはりんご樽の中で、シルバーの計画を知ってしまった。シルバー達は宝物を得た後にスモレット船長やトレローニーをやっつけるつもりだった。ジムはシルバー達の反乱の計画を船長達へ伝えた。
島へ着いたときジムは、シルバーの部下と共に上陸した。 ジムは森の中でシルバーがスモレットに忠誠な乗組員トムを殺害するのを見てしまった。その場から逃げたジムは 一人の男と出会う。
彼の名はベン・ガン。彼はフリントの船に乗っていた船乗りだったが、3年間も島に置き去りにされていた。ベン・ガンはジム達の仲間になった。
夜ジムはベン・ガンの革船に乗って、乗っ取られたヒスパニオラ号に近付き船の錨の綱を切った。 船内には操舵手のイズレール・ハンズがいた。イズレールは、ジムが食物を運ぶのを条件に船を動かすのに同意したが、ハンズはジムを殺害しようとする。ジムはハンズが短剣で彼を突き刺そうとするとき、ハンズを射殺した。
地図に書かれた場所には宝はなかった。宝はすでにベン・ガンに見つけられて別の場所に移されていたのだ。激怒した海賊はシルバーとジムを殺そうとするが、ベン・ガンやリヴジーによって返り討ちされ、シルバーは降伏した。
宝を船に載せて、彼らはイギリスへと帰っていった。シルバーは海賊行為で罰せられることを避け、金貨のはいった袋を持って逃亡した。一行は無事イギリスへ到着したが、ジムは今なおシルバーの悪夢にうなされている。